# José Gutiérrez (Petén)
José Gutiérrez López "Petén" (Alicante, 27 de abril de 1933 – ibidem, 18 de marzo de 2014) fue un pintor acuarelista autodidacta español.

## Vida y obra

### Familia
José Gutiérrez López "Petén" nació el 27 de abril de 1933 en la alicantina calle de Argensola, en el barrio de Santa Cruz de dicha ciudad.
Hijo de Francisco Gutiérrez Ortuño (Alicante) y Luisa López Alemañ (La Nucía), segundo en una familia de cinco hermanos, trabajó desde muy joven en diferentes oficios, montando definitivamente un negocio propio de sastrería en 1958, que mantuvo hasta dedicarse profesionalmente a la pintura en 1984. En 1961 contrajo matrimonio con Nines Casbas, con quien tuvo cuatro hijos. La familia se trasladó a la calle San Vicente de Alicante donde fijó definitivamente su residencia.
Son varios los artistas en su familia: su primo José Gutiérrez Carbonell, reconocido escultor alicantino, con numerosas obras repartidas por Alicante, a quien la ciudad ha dedicado una calle, y su hermano Roberto Gutiérrez López (quien firma sus cuadros con el seudónimo Rógulo), así como su sobrino Luis Miguel Gutiérrez Pérez. Artistas que también han participado en diferentes exposiciones colectivas e individuales.

### Comienzos en la pintura
Desde su infancia sintió gran atracción por las artes pictóricas, gracias a su destreza con el dibujo. Es el óleo junto con algunas plumillas, la disciplina que manejó en sus comienzos, siendo completamente autodidacta.
Durante años la ejercitó como vocación, compaginándola con su trabajo de sastre en Alicante, por lo que el conocimiento y repercusión de su obra no fue más allá de su círculo más próximo y de la participación en alguna exposición colectiva. Es en 1978 cuando se decide a pintar un par de acuarelas con motivos alicantinos.
Pronto y en colaboración con José Juan Valdés, propietario del taller y galería de arte “BISEL”, empiezan a circular sus acuarelas por Alicante, alguno de sus municipios próximos, y otras provincias españolas. Es una época de gran actividad para Petén en la que su obra resulta muy prolífica.
A partir de 1979 comienza a ser conocida su obra por la ciudad, y participa en diversas exposiciones colectivas. En noviembre de 1982 monta su primera exposición individual en la hoy desaparecida galería de arte "ÁNCHELA". El resultado fue exitoso en cuanto a ventas y visitantes. La muestra fue recogida por la crítica y la prensa alicantina, lo que significó su consagración como pintor.

### Trayectoria artística
En 1984 tiene lugar su segunda exposición individual, esta vez en Jijona en la que, a pesar de no ser por entonces tan conocidas sus acuarelas como ya lo eran en Alicante, cosechó también un notable éxito.
A partir de esta fecha y durante los años siguientes Petén comienza a realizar viajes por toda España, buscando pueblos medievales y rincones entrañables de otras zonas del país para ampliar el abanico de motivos pictóricos de sus obras. Tomaba fotografías y apuntes que luego plasmaba en acuarelas que vieron la luz en sus posteriores exposiciones.
En ese año, abre un estudio de arte en la calle Vicente Inglada de Alicante, que mantuvo hasta 1998.
En el año 1986 tuvo lugar una nueva exposición individual en la sala de la Mutua Unión Patronal de la avenida Alfonso el Sabio. En los años posteriores, Petén se prodigó en numerosas exposiciones colectivas en la ciudad, y en dos nuevas exposiciones individuales, en la sala Montejano en 1991, y la que sería la última, en 1997 en la sala BISEL de su gran amigo José Juan Valdés. En esta última, que llevó por título “Así era Alicante”, y tras una minuciosa labor de documentación, 'Petén' recogió estampas del Alicante de finales del siglo XIX y principios del XX que plasmó en 51 acuarelas que evocando los rincones y lugares más destacados de la ciudad.
Tuvo repercusión en los medios de comunicación locales, que publicaron numerosas entrevistas con él, y que le encargaron para sus lectores desde postales navideñas con la imagen del Claustro de la Concatedral de San Nicolás, hasta la ilustración a lo largo de 1988 y 1989 para el Diario Información de la serie de artículos del periodista Fernando Gil de sus secciones “Sucedió en Alicante” y “Postales alicantinas”.
Existen obras suyas en Francia, Holanda y Venezuela entre otros países Es de destacar la presencia también en colecciones privadas de personalidades, como el que fue ministro de Comercio y Turismo Javier Gómez Navarro, o el Delegado del Gobierno para el Plan Nacional contra las Drogas, Gonzalo Robles.

### Colaboración con las fiestas de Alicante
A lo largo de su vida artística, fue constante la relación de Petén con las fiestas de Alicante, tanto con las Hogueras como con los Moros y Cristianos. Fueron muchas las Comisiones de Hogueras a quienes donó obras suyas que fueron subastadas para contribuir con ellas al sostenimiento de sus gastos, destacando su colaboración con la Hoguera de la Plaza de las Monjas. Asimismo, en el año 2000 dos grabados suyos ilustraron papeletas de Lotería de Navidad para la comparsa de moros Bereberes de Villafranqueza.
Fue varios años jurado del concurso de carteles y de Hogueras y Barracas. Colaboró en la revista “Festa” del Ayuntamiento de Alicante, y “Fogueres” de la Comisión Gestora, y en numerosos llibrets de diferentes Hogueras.
Por encima de todo, hay que destacar su participación durante varios años en la portada de la Barraca “Lo Millor de la Terreta” en colaboración con José Juan Valdés. Durante varios años plasmaron diferentes rincones de como eran la calle San Rafael del Barrio de Santa Cruz en la que aparecía Gastón Castelló pintando sobre un lienzo, la plaza de Correos, el Portal de Elche, la Santa Faz o el barrio del Raval Roig.
Fueron premiadas sus portadas en varias ocasiones, en dos de ellas con el primer premio del concurso oficial en la categoría especial. 
En reconocimiento de su colaboración con las diferentes entidades alicantinas, fue reconocido en 1986 por el diario INFORMACIÓN, junto con otros diez pintores alicantinos, con el premio “Importantes de INFORMACIÓN” que mensualmente otorgaba esta publicación a personas y entidades de la ciudad que colaboraban con ella. En este caso, fue por su ayuda con sus donaciones de obras de arte para la construcción del Monumento al Foguerer, obra de su primo el escultor José Gutiérrez Carbonell, que hoy se puede ver en la plaza de España de la ciudad.

### Últimos años
Tras su jubilación en 1998 aún mantuvo colaboración con Hogueras y otros colectivos de Alicante. Sin embargo, a partir del año 2006 una enfermedad neuro-degenerativa fue mermando sus facultades lo que llevó a ir cesando poco a poco su actividad pictórica, hasta su fallecimiento, que tuvo lugar en marzo de 2014.

## Estilo pictórico
Para el Diccionario de Pintores Alicantinos, Petén se inserta dentro del impresionismo mediterráneo, por el uso de una pincelada amplia, espontánea y nerviosa, con gran efectismo cromático y exultante claridad. Se interesa preferentemente por el paisaje rural y urbano, y también por las marinas que aborda con una gran riqueza cromática, luminosidad y virtuosismo.
Para Enrique Cerdán Tato, que fue escritor y crítico literario miembro de la Academia Europea de Artes, Ciencias y Letras, “Petén es cultivador de la más tradicional escuela levantina. En sus obras… nos produce una fácil comprensión de la belleza. La ejecución grácil de sus dibujos, en los que la trasparencia de sus colores puros se une al orden y a la sencillez, hacen de cada uno de sus cuadros un poema lleno de vida, de gran honradez y delicada factura.  El acuarelismo de Petén pretende ni más ni menos, alcanzar la transmisión de sus emociones ante la atmósfera del entorno que nos envuelve.
Por último, para Joaquín Santo Matas, historiador, escritor y crítico de arte, “es Petén un viajero impenitente que recorre los caminos recónditos de España, impregnándose la retina de esas sensaciones cromáticas que luego plasmará, con mano maestra, en el papel. Pero siempre volverá a su Alicante para exprimir al máximo los más bellos rincones de la ciudad, mostrando perspectivas nuevas con las que no repetirse este pintor tan solicitado, cuya gozosa condición lo convierte en artista de elevada condición popular”. Lo califica como “genial intérprete de la descarada luminosidad alicantina, de sus cielos azules y sus atardeceres violáceos bajo los que penden calles, paseos y plazuelas, solemnes edificios y modestas viviendas, con el castillo como mudo vigía del devenir humano y urbano”.

## Reconocimientos
Destaca entre los premios otorgados por entidades alicantinas, especialmente del mundo de las Hogueras, la ya mencionada distinción del Diario Información como “IMPORTANTE DEL MES” en febrero de 1986.
A título póstumo, en octubre de 2018, el Ayuntamiento de Alicante ha otorgado a petición de los vecinos del Distrito Centro, a José Gutiérrez Petén el nombre de la calle dedicada con anterioridad al aviador Joaquín García Morato, en cumplimiento de la Ley de Memoria Histórica.